# Separable σ-Algebra
In der Maßtheorie wird eine σ-Algebra als separabel oder abzählbar erzeugt bezeichnet, wenn sie aus einer abzählbaren Anzahl von Mengen erzeugt werden kann.
Die Separabilität einer σ-Algebra spielt eine Rolle bei der Frage, wann ein {\displaystyle L^{p}}-Raum als topologischer Raum separabel ist.

## Beispiel
Die Borelschen {\displaystyle \sigma }-Algebren im {\displaystyle \mathbb {R} ^{n}} sind separabel, denn sie werden von den Quadern mit rationalen Endpunkten {\displaystyle (a_{1},b_{1})\times \dotsb \times (a_{n},b_{n})} erzeugt (oder auch von den dyadischen Elementarzellen).